# Pañcavidyā
 (mars 2023).
Si vous disposez d'ouvrages ou d'articles de référence ou si vous connaissez des sites web de qualité traitant du thème abordé ici, merci de compléter l'article en donnant les références utiles à sa vérifiabilité et en les liant à la section « Notes et références ».
Le Pañcavidyā correspond à cinq classes du savoir de l'Inde ancienne : le langage (Śabda), la logique (Hetu), la médecine (Cikitsâ), la technique (Śilpakarmasthâna) et la philosophie (Adhyâtma). Les quatre premières sont communes pour toutes les écoles et la dernière est la théorie de chaque courant de pensée :il s'agit par exemple du Tripitaka pour les bouddhistes, et des quatre Veda pour les brahmanes